# توماس ويفر
توماس ويفر هو سياسي أمريكي، ولد في 1 أكتوبر 1822، وتوفي في 25 يوليو 1885. انتخب عضو جمعية ولاية ويسكونسن ‏.